# 9620 Ericidle
9620 Ericidle este un asteroid din centura principală de asteroizi.

## Descriere
9620 Ericidle este un asteroid din centura principală de asteroizi. A fost descoperit pe 17 martie 1993 la Observatorul La Silla în cadrul programului UESAC. Asteroidul prezintă o orbită caracterizată de o semiaxă mare de 2,25 ua, o excentricitate de 0,15 și o înclinație de 4,2° în raport cu ecliptica.